# Coup de Folie
 (décembre 2009).
Si vous disposez d'ouvrages ou d'articles de référence ou si vous connaissez des sites web de qualité traitant du thème abordé ici, merci de compléter l'article en donnant les références utiles à sa vérifiabilité et en les liant à la section « Notes et références ».
Coup de Folie est un cheval de course né aux États-Unis en 1982. Appartenant à l'écurie Niarchos, elle fut l'une des plus grandes poulinières du XXe siècle.

## Carrière de courses
Élevée par E.P. Taylor, acquise 825 000 dollars yearling en 1983, Coup de Folie fit partie des meilleures pouliches de sa génération à 2 ans, s'imposant dans le Prix d'Aumale (Gr.3, devant la championne Triptych) et terminant 3e du Prix Marcel Boussac (derrière Triptych). Si elle ne put confirmer à 3 ans, elle allait pourtant passer à la postérité grâce à ses talents de poulinière.

## Au haras
Rentrée comme poulinière au haras américain de Stavros Niarchos, Coup de Folie se révèle une poulinière hors du commun. Elle donne elle-même cinq vainqueurs ou placés de groupe 1, un grand étalon (Machiavellian, père d'une dizaine de vainqueurs de groupe 1 dont Street Cry, père à son tour des légendaires Winx et Zenyatta) et, via ses filles (notamment la championne Coup de Génie), une multitude de chevaux de talents et de poulinières. Sa descendance est trop vaste pour être rassemblée ici, mais on peut en donner un aperçu : 
- 1987 - Machiavellian (par Mr.Prospector) : Prix Morny, Prix de la Salamandre, 2e des 2000 Guinées. Étalon de premier plan, père notamment de Street Cry.
- 1988 - Exit to Nowhere (par Irish River) : Prix Jacques Le Marois, 3e Prix d'Ispahan. Etalon.
- 1989 - Hydro Calido (par Nureyev) : Prix d'Astarté, 2e Poule d'Essai des Pouliches, Prix de Sandringham.
- 1990 - Salchow (par Nijinsky). Mère de :
  - Way of Light (par Woodman) : Grand Critérium
- 1991 - Coup de Genie (par Mr.Prospector) : Prix Morny, Prix de la Salamandre, 3e des 1000 Guinées. Mère de :
  - Snake Mountain (A.P.Indy) : Aqueduct Handicap (Gr.3), Queens County Handicap (Gr.3)
  - Glia (A.P.Indy) : 2e Mrs Revere Stakes (Gr.2), Prix Miesque (Gr.3). Mère de :
    - Soothing Touch (Touch Gold). Mère de : 
      - Emollient (Empire Maker) : Ashland Stakes (Gr.1), American Oaks (Gr.1), Spinster Stakes (Gr.1), Rodeo Drive Stakes (Gr.1). 2e Gamely Stakes (Gr.1), Demoiselle Stakes (Gr.2). Mère de : 
        - Peace Charter (War Front) : 2e Juvenile Sprint Stakes (Gr.3). 3e Airlie Stud Stakes (Gr.3).
        - Raclette (Frankel) : Prix de Malleret.

      - Hofburg (Tapit) : 2e Florida Derby. 3e Belmont Stakes.
      - Courtier (Pioneerof The Nile) : 3e National Museum of Racing Hall of Fame Stakes (Gr.2).
      - Calm Water (Empire Maker), mère de : 
        - Laurel River (Into Mischief) : Dubaï World Cup.

  - Denebola (Storm Cat) : Prix Marcel Boussac, 3e Prix Morny. Mère de : 
    - Beta Leto (A.P. Indy), mère de :
      - Senga (Blame) : Prix de Diane, de la Grotte (Gr.3). 3e Prix de Sandringham.

    - Mohini (Galileo), mère de :
      - Pista (American Pharoah) : Park Hill Stakes (Gr.2)

    - Typique (Galileo), mère de :
      - Babylone (Invincible Spirit) : Prix de Malleret (Gr.2)

  - Loving Kindness (Seattle Slew) : 3e Prix Morny
  - Moonlight's Box (Nureyev), mère de :
    - Bago (Nashwan) : Prix de l'Arc de Triomphe, Grand Prix de Paris, Prix Jean Prat, Critérium international, 2e Tattersalls Gold Cup, 3e Juddmonte International, Grand Prix de Saint-Cloud, King George VI and Queen Elizabeth Diamond Stakes, 4e Breeders' Cup Turf.
    - Beta (Selkirk) : 2e Prix de Cabourg (Gr.3). 3e Prix d'Arenberg (Gr.3).
    - Maxios (Monsun) : Prix d'Ispahan, Prix du Moulin de Longchamp, Prix d'Harcourt, Prix Thomas Bryon (Gr.3), La Coupe de Maisons-Laffitte. 2e Prix Ganay, Grand Prix de Chantilly.
    - Zabriskie (Frankel) : 3e Dante Stakes (Gr.2)
- 1994 - Rafina (par Mr.Prospector), mère de :
  - Admiralofthefleet (Danehill) : Royal Lodge Stakes (Gr.2)
  - Lucifer Sam (Storm Cat) : 2e Acomb Stakes (Gr.3)
  - Athens (Dylan Thomas) : 3e Beresford Stakes (Gr.2), Gallinule Stakes (Gr.3)
- 1996 - Houdini's Honey (par Mr.Prospector), mère de :
  - Awesome Act (Awesome Again) : Gotham Stakes (Gr.3), 3e Wood Memorial Stakes (Gr.1)
- 1997 - Ocean of Wisdom (par Mr.Prospector) : Prix La Rochette, 3e Grand Critérium.

## Origines
Coup de Folie possède un papier exceptionnel. Son père, Halo, était un honorable compétiteur, mais un pas un champion sur les pistes (vainqueur d'un groupe 2). En revanche, il s'affirma au haras, se classant par deux fois tête de liste des étalons américains (1983 & 89). Il donna Sunny's Halo (Kentucky Derby), ainsi que les champions Devil's Bag, Glorious Song (la mère de Singspiel) et Saint Ballado, ce dernier devenant à son tour tête de liste des étalons américains en 2005. Le chef-d'œuvre de Halo s'appelle Sunday Silence, vainqueur du Kentucky Derby et des Preakness Stakes, qui devint chef de race au Japon et, accessoirement, le leader mondial des étalons par les gains, durant près d'une décennie.
Mais surtout, Coup de Folie, fille d'un grand père de mères, Hoist The Flag, se recommande de deux poulinières légendaires : Natalma (1957) et Almahmoud (1947), étant même, fait unique, inbred 3x3 sur cette dernière. La première n'est autre que la mère de l'étalon du siècle, Northern Dancer et la troisième mère d'un autre grand étalon, Danehill. Quant à la jument base Almahmoud, outre Natalma, elle est donc la grand-mère maternelle de Halo. La lignée Almahmoud / Natalma / Coup de Folie est l'une des plus brillantes de l'histoire du stud.

### Pedigree
| Origines de Coup de Folie (USA), jument baie née en 1982 | Origines de Coup de Folie (USA), jument baie née en 1982 | Origines de Coup de Folie (USA), jument baie née en 1982 | Origines de Coup de Folie (USA), jument baie née en 1982 |
| -------------------------------------------------------- | -------------------------------------------------------- | -------------------------------------------------------- | -------------------------------------------------------- |
| Père Halo                                                | Hail To Reason                                           | Turn-To                                                  | Royal Charger                                            |
| Père Halo                                                | Hail To Reason                                           | Turn-To                                                  | Source Sucrée                                            |
| Père Halo                                                | Hail To Reason                                           | Nothirdchance                                            | Blue Swords                                              |
| Père Halo                                                | Hail To Reason                                           | Nothirdchance                                            | Galla Colors                                             |
| Père Halo                                                | Cosmah                                                   | Cosmic Bomb                                              | Pharamond                                                |
| Père Halo                                                | Cosmah                                                   | Cosmic Bomb                                              | Banish Fear                                              |
| Père Halo                                                | Cosmah                                                   | Almahmoud                                                | Mahmoud                                                  |
| Père Halo                                                | Cosmah                                                   | Almahmoud                                                | Arbitrator                                               |
| Mère Raise The Standard                                  | Hoist The Flag                                           | Tom Rolfe                                                | Ribot                                                    |
| Mère Raise The Standard                                  | Hoist The Flag                                           | Tom Rolfe                                                | Pocahontas                                               |
| Mère Raise The Standard                                  | Hoist The Flag                                           | Wavy Navy                                                | War Admiral                                              |
| Mère Raise The Standard                                  | Hoist The Flag                                           | Wavy Navy                                                | Triomphe                                                 |
| Mère Raise The Standard                                  | Natalma                                                  | Native Dancer                                            | Polynesian                                               |
| Mère Raise The Standard                                  | Natalma                                                  | Native Dancer                                            | Geisha                                                   |
| Mère Raise The Standard                                  | Natalma                                                  | Almahmoud                                                | Mahmoud                                                  |
| Mère Raise The Standard                                  | Natalma                                                  | Almahmoud                                                | Arbitrator (famille 2-d)                                 |